# FernUni Schweiz
Die FernUni Schweiz ist ein nach dem Hochschulförderungs- und -koordinationsgesetz (HFKG) akkreditiertes universitäres Institut. Sie wurde 1992 gegründet, 2004 vom Bund anerkannt und ist heute führend im Bereich des universitären Fernstudiums in der Schweiz. Der Hauptsitz der FernUni Schweiz liegt im Hochschulcampus Brig. Daneben ist sie in Pfäffikon SZ und Siders mit je einem Standort vertreten. Die Studienabschlüsse und Zertifikate der FernUni Schweiz sind international anerkannt und qualifizieren für den Arbeitsmarkt, weiterführende Studien oder Wissenschaftskarrieren an Universitäten. Die FernUni Schweiz verfügt über Partnerschaftsverträge mit mehreren ausländischen Hochschulen und bringt sich aktiv in internationale Kooperationen und Netzwerke in den Bereichen Lehre und Forschung ein. Im Bereich der internationalen institutionellen Kooperationen ist insbesondere die langjährige Kooperation mit der Université TELUQ (Kanada) erwähnenswert. Aktuell ist die FernUni Schweiz Mitglied der folgenden internationalen Netzwerke:
- European Association of Distance Teaching Universities (EADTU)
- Fédération Interuniversitaire de l’Enseignement à Distance (FIED)
- International Council for Open and Distance Education (ICDE)
- European Distance and E-Learning Network (EDEN)

## Geschichte
1992 wurde die Stiftung Fernstudien Schweiz als Zentrum für universitäre Fernstudien Schweiz (ZUF), Brig, gegründet. Im selben Jahr eröffnete sie ihr Studienzentrum in Brig (Kanton Wallis), danach in Pfäffikon (Kanton Schwyz) im Jahr 1994 und schliesslich in Siders 1995. 1995 wurde die Einrichtung vom Kanton Wallis anerkannt. Im Juni 2004 bestätigte die Schweizerische Universitätskonferenz, dass die Anforderungen erfüllt werden, um eine subventionierte Universitätseinrichtung zu werden. Im November desselben Jahres erkannte das Departement des Innern die drei Zentren an. In seiner Pressemitteilung vom 10. November 2004 sagt es wie folgt: «Auf Grundlage der vom OAQ (Organ für Akkreditierung und Qualitätssicherung) definierten Standards sind die Experten zu dem Schluss gekommen, dass die Stiftung Universitäre Fernstudien Schweiz qualitativ hochwertige Leistungen im Bereich der akademischen Fernausbildung und Führungskräfteausbildung erbringt, und dass diese Leistungen eine willkommene Bereicherung der Universitätsausbildung darstellen. Das Bildungsangebot und die Beratungs- und Unterstützungszentren, die von der Institution eingerichtet wurden, stellen einen bemerkenswerten Mehrwert für die schweizerische Universitätslandschaft dar.» Seit 2004 ist die FernUni Schweiz auf der Liste der anerkannten oder akkreditierten schweizerischen Hochschulen eingetragen. Am 26. Juni 2020 hat der Schweizerische Akkreditierungsrat zu Gunsten der FernUni Schweiz entschieden und diese als erstes Institut für universitäre Fernstudien akkreditiert.

## Studium
Das Studienangebot an der FernUni Schweiz umfasst Bachelor- und Masterstudiengänge sowie Weiterbildungsangebote in den Bereichen Recht, Wirtschaft, Geschichte, künstliche Intelligenz, Mathematik und Psychologie. Die universitären Bachelor- und Master-Studiengänge sowie Weiterbildungsangebote werden in Deutsch, Englisch und Französisch angeboten. Alle Studienangebote der FernUni Schweiz können berufsbegleitend absolviert werden und führen zu anerkannten universitären Abschlüssen.

### Bachelorstudiengänge
(Quelle: )
- Bachelor in Recht / Bachelor en droit
- Bachelor in Psychologie / Bachelor en psychologie
- Bachelor in Wirtschaft
- Bachelor en économie et management
- Bachelor in Geschichte / Bachelor en histoire
- Bachelor in Mathematics / Bachelor en mathématics

### Masterstudiengänge
(Quelle: )
- Master in Recht / Master en droit
- Master in Psychologie / Master en psychologie
- Master in Artificial Intelligence
- Master of Science in Economics, Business and Data Analytics

### Certificate of Advanced Studies
(Quelle: )
- CAS Datenschutz - Unternehmen und Verwaltung / CAS en Protection des données - Entreprise et Administration
- CAS Datenschutz Unternehmen / CAS en Protection des données - Entreprise
- CAS in Data Science Management
- CAS Wirtschaftpsypchologie - neue Trends
- CAS Arbeitspsychologie
- CAS Scalable Agility

## Fakultäten
Die FernUni Schweiz besitzt die folgenden Fakultäten:
- Fakultät Recht
- Fakultät Psychologie
- Fakultät Wirtschaft
- Fakultät Geschichte
- Fakultät Mathematik und Informatik

## Organisation
Die Stiftung hat folgende Organe: Der Stiftungsrat befasst sich mit der strategischen Führung, der Wissenschaftliche Beirat unterstützt die Qualitätssicherung in Lehre, Studium und Forschung und ist das Fachgremium in allen Fragen der akademischen Lehre und Forschung. Die Geschäftsleitung hat die operative Führung inne. Zwei weitere Departemente kümmern sich um die Lehre und Forschung einerseits, und um die Finanzen, Personal, Informatik, Marketing und Kommunikation andererseits.

## Bildungsauftrag
Der Bildungsauftrag der FernUni Schweiz wurde ihr durch den Kanton Wallis vorgegeben und für die gesamte Schweiz formuliert. Gemäss diesem fördert die FernUni Schweiz die Chancengerechtigkeit im höheren Bildungssektor. Sie hilft durch ihr Studiensystem Bildungspotenziale auszuschöpfen und durch ihre Studiengänge dem Fachkräftemangel entgegenzuwirken. Die FernUni Schweiz bietet Möglichkeiten für das lebenslange Lernen auf universitärem Niveau und erteilt anerkannte universitäre Abschlüsse. Sie ist spezialisiert auf das berufsbegleitende Studium in Teilzeit und steht für die Vereinbarkeit von Beruf oder Familie mit einer akademischen Bildung.

## Lehr- und Lernsystem
Die FernUni Schweiz wendet als Konzept des Fernstudiums das Blended Learning an, eine Kombination von asynchronem und synchronem Lernen. Das Studium ist als Kombination von betreutem Online- und Selbststudium aufgebaut.

## Weiterentwicklung des Lehr- und Lernsystems
Educational Development Unit in Distance Learning (EDUDL+) ist der Dienst der FernUni Schweiz, der für die Evaluation der Lehre, die Entwicklung der pädagogischen Qualität, die Forschung und Entwicklung des Fernstudiums sowie für die Entwicklung und Implementierung der institutionellen E-Learning-Strategie zuständig ist. In Zusammenarbeit mit den Lehrteams werden verschiedene Ausbildungsmodelle realisiert.